# Rue Alfred-Riom
La rue Alfred-Riom est une voie de la ville de Nantes, dans le département français de la Loire-Atlantique.

## Situation et accès
La rue Alfred-Riom, longue de 230 mètres, située dans le quartier Dervallières - Zola, relie la place Canclaux à la place Beaumanoir, et rencontre sur son côté sud la rue Guichen. Elle est bitumée et ouverte à la circulation automobile.
Sur le côté nord de la voie, la Chézine passe dans un canal souterrain qui la conduit vers la Loire.

## Origine du nom
Elle rend honneur à Alfred Riom, industriel et maire de Nantes de 1892 à 1896.

## Historique
Son aménagement semble remonter au milieu du XIXe siècle puisque la voie fut ouverte sous le nom de « rue Canclaux », le 31 décembre 1856 son nom actuel lui est attribué à la suite d'une délibération du conseil municipal du 14 novembre 1922,. 

## Voies secondaires

### Rue Guichen
Localisation : 47° 12′ 46″ N, 1° 34′ 22″ O
Cette voie, d'une longueur de 80 mètres, relie la rue Alfred-Riom à la rue La Motte-Piquet, et rencontre sur son côté est la rue Fabert. Elle est bitumée et ouverte à la circulation automobile.